# Христо Калчев
Христо Константинов Калчев е български писател, автор на поредицата „Вулгарни романи“.

## Биография
Роден е на 11 август 1944 г. в София. От 1948 до 1953 г. баща му лежи в концлагера в Белене, а семейството му е изселено от София. Завършва английска филология в Софийския университет „Св. Климент Охридски“. Работи като драматург в театрите в Русе и Пазарджик. До 1990 г. членува в Съюза на българските писатели. Води рубриката „Рубикон“ във вестник „Демокрация“. Бил е републикански шампион по фехтовка (сабя). Женен, баща на две деца — дъщеря (1975 г.) и син. Умира в съня си на 22 март 2006 г.
Христо Калчев е един от героите на романа на Красимир Дамянов „Студентът по хармония“.
Умира на 22 март 2006 г. в София. Погребан е в Централните софийски гробища.

## Творчество
Христо Калчев е автор на 26 книги. Придобива популярност с поредицата, наречена от него „Вулгарни романи“.
Първият му разказ излиза във в. „Народна младеж“ през 1968 г. За отпечатването на разказа се застъпва Георги Марков. Той става и редактор на първата книга на Калчев „Инерция“, която е планирана за издаване през 1974 г. Точно преди книгата да излезе от печат обаче авторът на „Задочни репортажи“ емигрира и с редакторството се заема Димитър Начев.
Между 1996 и 2006 г. със своите „Вулгарни романи“ Христо Калчев непрекъснато присъства в класациите по продажби на българските книжарници.
15-ият „вулгарен“ роман на Христо Калчев, „Изстрелът на амнистията“, е отпечатан от издателство „Световит“, но се разпространява само с вестниците „Монитор“ и „Телеграф“. Той е първата книга от поредицата „Феникс“, един от първите издателски проекти за киоскова търговия в България от първото десетилетие на ХХI век.
След посмъртното отпечатване на романите му „Вълчи капан I“ и „Вълчи капан II“ избухва скандал. Издателят му твърди, че Калчев е оставил две тетрадки, които приятелят на Калчев Владо Даверов само е редактирал. Но Виктор Пасков и други твърдят, че става дума за спекулация с пазарния успех на Калчев и че това са романи, написани от Даверов.